# 12e cérémonie des Magritte du cinéma
La 12e cérémonie des Magritte du cinéma, organisée par l'Académie André Delvaux, se déroule le 4 mars 2023. La cérémonie se tient pour la première fois au Théâtre national Wallonie-Bruxelles, après onze éditions organisées au Square. Elle récompense les films sortis en Belgique en 2021 et 2022.
Les films nommés sont dévoilés le 10 février 2023. C'est le film Close de Lukas Dhont qui obtient le plus de nominations avec dix mentions.
Pour la première fois, la cérémonie se déroule en deux temps. À 20h, la remise des prix techniques est diffusée sur Auvio, tandis qu'une cérémonie « grand public », avec les prix les plus attendus, est diffusée à partir de 21h, en télévision sur La Trois.
Le film L'Ombre d'un mensonge de Bouli Lanners reçoit les deux récompenses majeures (meilleur film et meilleur réalisateur) mais c'est le film Close de Lukas Dhont qui reçoit le plus de récompenses avec sept trophées remportés dont ceux du meilleur film flamand, du meilleur scénario original ou adaptation, de la meilleure actrice dans un second rôle pour Émilie Dequenne, du meilleur acteur dans un second rôle pour Igor Van Dessel et du meilleur espoir masculin pour Eden Dambrine,,.

## Présentateurs et intervenants

### Première partie (Auvio)
Par ordre d'apparition.
- Patrick Ridremont, maître de cérémonie
- Cathy Immelen, co-présentatrice et voix-off, depuis les coulisses

- Patrick Ridremont, pour la remise du Magritte de la meilleure image, du Magritte des meilleurs costumes, du Magritte des meilleurs décors, du Magritte du meilleur montage et du Magritte du meilleur son
- Simon Fransquet, pour une séquence sur la musique de film,
- Patrick Ridremont, pour la remise du Magritte de la meilleure musique originale
- Jean-Luc Couchard, Jean Le Peltier et Sophie Maréchal, dans une capsule vidéo humoristique « Le cinéma à la belge »
- Patrick Ridremont, pour la remise du Magritte du meilleur court métrage documentaire, du Magritte du meilleur court métrage d'animation et du Magritte du meilleur court métrage de fiction

### Seconde partie (La Trois)
Par ordre d'apparition.
- Patrick Ridremont, maître de cérémonie
- Lubna Azabal, présidente de la cérémonie

- Sandrine Kiberlain, pour la remise du Magritte du meilleur premier film
- Peter Van Den Begin, pour la remise du Magritte du meilleur film
- Cathy Immelen en direct des coulisses
- Charlie Dupont, Tania Garbarski, Kody et Laura Sépul, dans une capsule vidéo humoristique « Productopoly »
- Bruno Solo, pour la remise du Magritte du meilleur étranger en coproduction
- Safia Kessas, pour la remise du Magritte du meilleur long-métrage documentaire
- Joffrey Verbruggen, pour la remise du Magritte du meilleur espoir masculin et du Magritte du meilleur espoir féminin
- Laura Sépul, dans une capsule vidéo sur les métiers du cinéma
- Charlie Dupont, Charlie Herscovici (président de la Fondation Magritte) et Yolande Moreau, pour la remise du Magritte d'honneur
- Patrick Ridremont, pour la remise du Magritte du meilleur scénario original ou adaptation et
- Dana Vahdani, pour la remise du Magritte de la meilleure actrice dans un second rôle et du Magritte du meilleur acteur dans un second rôle
- Charles, pour l'interprétation d'une chanson lors d'un hommage aux disparus du cinéma belge
- Baloji, pour la remise du Magritte de la meilleure réalisation
- Charlie Dupont, Tania Garbarski, Kody et Laura Sépul, dans une capsule vidéo humoristique « Productopoly et Thérapiepoly »
- Dominik Moll, pour la remise du Magritte de la meilleure actrice
- Erika Sainte, pour la remise du Magritte du meilleur acteur
- Lubna Azabal, pour la remise du Magritte du meilleur film

## Palmarès

### Meilleur film
- L'Ombre d'un mensonge de Bouli Lanners
  - Animals de Nabil Ben Yadir
  - La Ruche de Christophe Hermans
  - Rien à foutre de Julie Lecoustre et Emmanuel Marre
  - Tori et Lokita de Jean-Pierre et Luc Dardenne

### Meilleur premier film
- Rien à foutre de Julie Lecoustre et Emmanuel Marre
  - Aya de Simon Coulibaly Gillard
  - La Ruche de Christophe Hermans
  - Yuku et la Fleur de l'Himalaya de Arnaud Demuynck et Rémi Durin

### Meilleure réalisation
- Bouli Lanners pour L'Ombre d'un mensonge
  - Nabil Ben Yadir pour Animals
  - Julie Lecoustre et Emmanuel Marre pour Rien à foutre
  - Jean-Pierre et Luc Dardenne pour Tori et Lokita

### Meilleur film flamand
- Close de Lukas Dhont
  - Les Huit Montagnes de Felix Van Groeningen et Charlotte Vandermeersch
  - Nowhere de Peter Monsaert
  - Rebel de Adil El Arbi et Bilall Fallah

### Meilleur film étranger en coproduction
- La Nuit du 12 de Dominik Moll
  - À l'ombre des filles d'Étienne Comar
  - Clara Sola de Nathalie Álvarez Mesén
  - Madeleine Collins d'Antoine Barraud
  - Où est Anne Frank ! d'Ari Folman

### Meilleur scénario original ou adaptation
- Lukas Dhont pour Close
  - Nabil Ben Yadir et Antoine Cuypers pour Animals
  - Bouli Lanners pour L'Ombre d'un mensonge
  - Julie Lecoustre et Emmanuel Marre pour Rien à foutre

### Meilleure actrice
- Virginie Efira pour Revoir Paris
  - Babetida Sadjo pour Juwaa
  - Lucie Debay pour Lucie perd son cheval
  - Lubna Azabal pour Rebel

### Meilleur acteur
- Bouli Lanners pour La Nuit du 12
  - Soufiane Chilah pour Animals
  - Benoît Poelvoorde pour Inexorable
  - Jérémie Renier pour L'Ennemi
  - Aboubakr Bensaihi pour Rebel

### Meilleure actrice dans un second rôle
- Émilie Dequenne pour Close
  - Veerle Baetens pour À l'ombre des filles
  - Anne Coesens pour À la folie
  - Mara Taquin pour Rien à foutre

### Meilleur acteur dans un second rôle
- Igor Van Dessel pour Close
  - Mehdi Dehbi pour La Conspiration du Caire
  - Jérémie Renier pour Novembre
  - Tijmen Govaerts pour Tori et Lokita

### Meilleur espoir féminin
- Sophie Breyer pour La Ruche
  - Mara Taquin pour La Ruche
  - Elsa Houben pour Le Cœur noir des forêts
  - Joely Mbundu pour Tori et Lokita

### Meilleur espoir masculin
- Eden Dambrine pour Close
  - Gianni Guettaf pour Animals
  - Gustav De Waele pour Close
  - Pablo Schils pour Tori et Lokita

### Meilleure image
- Frank van den Eeden pour Close
  - Manu Dacosse pour Inexorable
  - Olivier Boonjing pour Rien à foutre

### Meilleur son
- François Aubinet, Mathieu Cox, Pierre Mertens, David Vranken et Philippe Van Leer pour Animals
  - François Maurel, Olivier Mortier et Luc Thomas pour La Nuit du 12
  - Marc Bastien, Thomas Gauder, Etienne Carton, Cameron Mercer et Philippe Van Leer pour L'Ombre d'un mensonge[8]

### Meilleurs décors
- Eve Martin pour Close
  - Paul Rouschop pour L'Ombre d'un mensonge
  - Anna Falguères pour Rien à foutre

### Meilleurs costumes
- Prunelle Rulens pour Rien à foutre
  - Manu Verschueren pour Close
  - Élise Ancion pour L'Ombre d'un mensonge

### Meilleure musique originale
- Hannes De Maeyer, Oum et Aboubakr Bensaihi pour Rebel
  - Vincent Cahay pour Inexorable
  - Fabian Fiorini pour La Ruche

### Meilleur montage
- Nicolas Rumpl pour Rien à foutre
  - Alain Dessauvage pour Close
  - Ewin Ryckaert pour L'Ombre d'un mensonge

### Meilleur court-métrage de fiction
- Ma gueule de Gregory Carnoli et Thibaut Wohlfahrt
  - Drame 71 de Guillaume Lion
  - Les huîtres de Maïa Descamps
  - Patanegra de Méryl Fortunat-Rossi

### Meilleur court-métrage d'animation
- Câline de Margot Reumont
  - Grosse colère de Célia Tisserant et Arnaud Demuynck
  - Les grandes vacances de Vincent Patar et Stéphane Aubier
  - Les liaisons foireuses de Chloé Alliez et Violette Delvoye

### Meilleur court-métrage documentaire
- Arbres de Jean-Benoît Ugeux
  - Dernier voyage au Laos de Manon Saysouk
  - Masques de Olivier Smolders
  - On la nomme la brûlure de Bénédicte Liénard et Mary Jimenez

### Meilleur long métrage documentaire
- Soy libre de Laure Portier
  - Dreaming Walls de Amélie van Elmbt et Maya Duverdier
  - I am Chance de Marc-Henri Wajnberg
  - L'Empire du silence de Thierry Michel
  - Petites de Pauline Beugnies

### Magritte d'honneur
- Agnès Jaoui

## Statistiques

### Nominations multiples
- 10 : Close
- 9: Rien à foutre
- 7: L'Ombre d'un mensonge
- 6: Animals
- 5: Tori et Lokita et La Ruche

### Récompenses multiples
- 7 : Close
- 3: Rien à foutre
- 2: L'Ombre d'un mensonge